# Братислав Башић
Братислав Башић (Ниш, 18. децембар 1962) магистар, професор сликарства, српски је ликовни уметник који је по завршетку Факултета ликовних уметности у Београду ступио на ликовну сцену Србије, на којој годинама наступа са јасно изграђеним културним и политичким ставом и начином ликовног изражавања које карактерише широка лепеза изражајних могућности, богатство мотива и непрестано експериментисање.
Члан је УЛУС-а. До сада је излагао не двеста колективник и 41 самосталнoj изложби у земљи и иностранству.

## Живот и каријера
Рођен је 1962. године у Нишу у коме је провео детињство  и завршио основно и средње школовање. Студирао је сликарство на  сликарском одсеку Факултета ликовних уметности у Београду на којем је дипломирао 1987. године. Звање магистра сликарства стекао је 1990 године у класи професора Војислава Тодорића.
У периоду од 1994. до 2003. године радио је као професор сликања и цртања у средњој уметничкој школи „Ђорђе Крстић“ у Нишу. Од 2003. године запослен је на Факултету уметности у Нишу, на предметима Сликање и Цртање. За ванредног професора на предметима Сликање и Цртање изабран је 2008. године.
Члан је УЛУС-а од 1987. Живи и ствара у Нишу, у коме ради као ванредни професор на предмету Сликање и Цртање на Факултету уметности Универзитета у Нишу.

## Ликовно стваралаштво
У ликовном изражавању Братислава Башића присутна је сложена визуелна јасноћа и препознатљивост визуелне поруке, у којој он кроз сложену сликарску материју жели да примени широк дијапазон нестандардних средстава. Тиме Башић ствара на својим делима изузетан рељефан ефекат, на моменте агресиван контраст, који је прожет јасно контролисаном и прецизном линијом.
У цртежима и акварелима, насталим као део циклуса „Парови“ Братислав Башић, је у серији портрета, приказао по два портрета „у пару“, међусобно повезаних њиховим комплексним односима и карактерима. У овим сликама Башић као да жели да ухвати покрет портретисане особе, брзим покретима боје и повлачењем брзе таласасте конструкционе линије, коју коригује повлачењем нових линија преко њих и на тај начин ствара изобличени лик. Башић се не тако често удаљава од реалистичког и ствара идеализујућег приказе којима продире дубоко у свет емоција, интелекта и психолошке особености лика. 
| „ | Изражавање тог унутрашњег доживљаја, експресионистичким изразом изузетне снаге, Башић конституише сопствену ликовну реалност са акцентом на мимику лица, израза грча, смеха, страха, одсутности или неке друге сугестивне гримасе. Представљајући нам портрете, аутор вешто наглашава оно што је истинско у човеку, чиме доминира снага израза његовог непосредног визуелног доживљаја. | ” |

У својим делима Башић, поред боје, користи и различите материјале; графит, прашину, угљен, црни пигмент од чађи, пепо восак, којима експериментишући и обогаћује свој ликовни изражај.
Братислав Башић, посматрачу његових слика, пружа могућност да индивидуално тумачи његове сигнале, поруке и ликовне представе скривене у физиономији дела, у виду бројних скривених порука, најчешће по ободу формата, у виду слова из новина, или других типографских форми.
Разноврсност мотива, на Башићевим сликама може се довести у везу:
| „ | ...са његовим интересовањем како за локалне тако и за туђе легенде, митове, религије и друге видове културе и цивилизације, али и са бројним околностима из свакодневног живота које, свеукупно, укршта са различитим егзистенцијалним манифестацијама - питањима слободе, смрти, изолације, смисла за живот. | ” |